# VEGFC
VEGFC (англ. Vascular endothelial growth factor C) – білок, який кодується однойменним геном, розташованим у людей на короткому плечі 4-ї хромосоми.  Довжина поліпептидного ланцюга білка становить 419 амінокислот, а молекулярна маса — 46 883.
| 10         |  | 20         |  | 30         |  | 40         |  | 50         |
| ---------- |  | ---------- |  | ---------- |  | ---------- |  | ---------- |
| MHLLGFFSVA |  | CSLLAAALLP |  | GPREAPAAAA |  | AFESGLDLSD |  | AEPDAGEATA |
| YASKDLEEQL |  | RSVSSVDELM |  | TVLYPEYWKM |  | YKCQLRKGGW |  | QHNREQANLN |
| SRTEETIKFA |  | AAHYNTEILK |  | SIDNEWRKTQ |  | CMPREVCIDV |  | GKEFGVATNT |
| FFKPPCVSVY |  | RCGGCCNSEG |  | LQCMNTSTSY |  | LSKTLFEITV |  | PLSQGPKPVT |
| ISFANHTSCR |  | CMSKLDVYRQ |  | VHSIIRRSLP |  | ATLPQCQAAN |  | KTCPTNYMWN |
| NHICRCLAQE |  | DFMFSSDAGD |  | DSTDGFHDIC |  | GPNKELDEET |  | CQCVCRAGLR |
| PASCGPHKEL |  | DRNSCQCVCK |  | NKLFPSQCGA |  | NREFDENTCQ |  | CVCKRTCPRN |
| QPLNPGKCAC |  | ECTESPQKCL |  | LKGKKFHHQT |  | CSCYRRPCTN |  | RQKACEPGFS |
| YSEEVCRCVP |  | SYWKRPQMS  |  |            |  |            |  |            |

A: Аланін

C: Цистеїн

D: Аспарагінова кислота

E: Глутамінова кислота

F: Фенілаланін

G: Гліцин

H: Гістидин

I: Ізолейцин

K: Лізин

L: Лейцин

M: Метіонін

N: Аспарагін

P: Пролін

Q: Глутамін

R: Аргінін

S: Серин

T: Треонін

V: Валін

W: Триптофан

Кодований геном білок за функціями належить до факторів росту, мітогенів, білків розвитку. 
Задіяний у таких біологічних процесах як ангіогенез, диференціація. 
Секретований назовні.